# گیتسا (بوتان)
گیتسا (به لاتین: Gyetsa) یک منطقهٔ مسکونی در بوتان (کشور) است که در استان بومتهنگ واقع شده‌است.